# Diocèse de Mangalore
Le Diocèse de Mangalore est une circonscription ecclésiastique de l’Église catholique dans le Karnataka, en Inde du Sud. Une mission des pères carmes au Kanara devient vicariat apostolique en 1853. Confié aux jésuites italiens de Venise en 1879 le vicariat devient diocèse lorsque, en 1886, la hiérarchie catholique est érigée sur l’ensemble du territoire des Indes britanniques.
Le diocèse, qui se trouve sur la côte ouest de l’Inde, dans l’état de Karnataka, a son siège à Mangalore et couvre les districts civils de Sud-Canara et Udipi, au Karnataka, et Kasaragod, au Kerala. La région est habituellement appelée « South Canara ». Le diocèse comprend 154 paroisses.

## Histoire
Une présence chrétienne pluriséculaire tout le long de la côte de Canara est attestée, la région se trouvant entre Goa (Inde portugaise) et le Kerala où une très ancienne chrétienté existe (les chrétiens de saint Thomas). À partir du XVIe siècle la région passe sous différentes juridictions ecclésiastiques: Goa, Verapoly (en) et Pondicherry.  

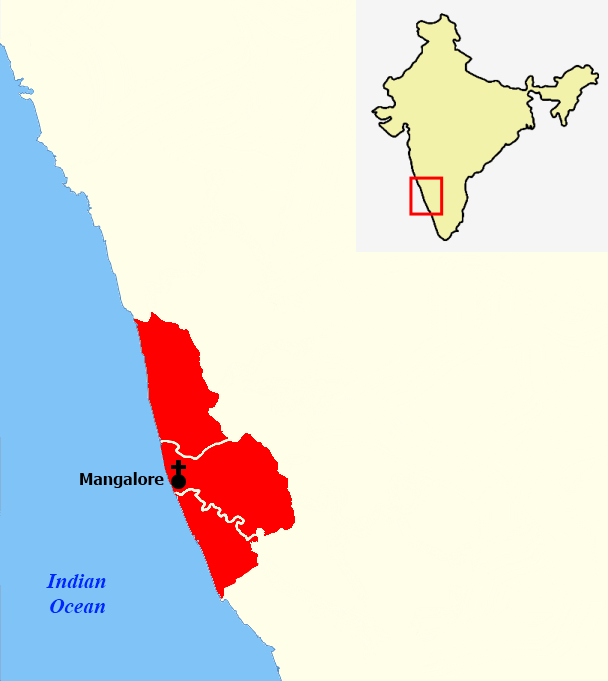
Le diocèse sur la carte de l'Inde

Un pro-vicariat de Mangalore est érigé en 1845, confirmant le travail missionnaire des pères carmes dans la région. Le père Bernardin de Sainte-Agnès en est le supérieur ecclésiastique. Huit ans plus tard (1853) cela devient un vicariat apostolique dont le territoire est formellement détaché du Vicariat de Malabar (Verapoly). En 1873 le vicariat est confié aux jésuites italiens de la province de Venise. Lorsque la hiérarchie catholique est érigée sur l’ensemble du territoire des Indes britanniques (1er septembre 1886) Mangalore devient un diocèse. 
En 1923, Pie XI divise le diocèse en deux, toute la partie méridionale formant le nouveau diocèse de Calicut (en) (Kozhikode). Quelques corrections de territoires sont encore faites par après. Mangalore est suffragant de l’archidiocèse de Bangalore. Même si les jésuites sont toujours présents à Mangalore – ils y dirigent d’importantes facultés universitaires (le ‘Saint Aloysius College’) - ils ne sont plus responsables du diocèse qui est entre les mains du clergé diocésain.

## Supérieurs ecclésiastiques

### Vicaires apostolique
- 1853-1870 : Michele Antonio Anfossi OCD
- 1870-1873 : Marie Éphrem Garrelon OCD
- 1878-1886 : Nicola Maria Pagani, jésuite

### Évêques de Mangalore
- 1886-1895 : Nicola Maria Pagani, jésuite
- 1895-1910 : Abbondio Cavadini, jésuite.
- 1910-1923 : Paolo Carlo Perini, jésuite, transféré au siège du nouveau diocèse de Calicut
- 1923-1928 : vacant (Perini reste administrateur)
- 1928-1930 : Valerian J. D'Souza
- 1931-1955 : Victor R. Fernandes
- 1955-1958 : Basil S. Peres
- 1959-1964 : Raymond D’Mello, transféré au siège d'Allahabad (en)
- 1965-1996 : Basil Salvadore D’Souza
- 1996-2018 : Aloysius Paul D’Souza
- depuis 2018 : Peter Paul Saldanha